# Санта Кроче (Месина)
Санта Кроче је насеље у Италији у округу Месина, региону Сицилија.
Према процени из 2011. у насељу је живело 152 становника. Насеље се налази на надморској висини од 423 м.